# Carlo von Tiedemann
Carlo von Tiedemann (Stargard, 20 ottobre 1943 – Amburgo, 8 giugno 2025) è stato un conduttore televisivo tedesco.

## Biografia
Dal 1971 Tiedemann lavorò come conduttore televisivo e radiofonico per NDR. Visse tra Quickborn e Amburgo.

## Televisione
- Aktuelle Schaubude (1977–1988, 1997–2004)
- Show & Co. mit Carlo
- Lachen macht Spaß
- Eurotops
- Deutscher Musikladen
- Große Hafenrundfahrt
- Große Show für kleine Leute (ZDF, 1984)
- DAS!
- Tipps für das Wochenende: Was ist los in Hamburg?
- Lachen mit ...
- Große Freiheit
- NDR 90,3 Fofteihn
- NDR 90,3 Zur Sache
- NDR2 – Der heisse Draht
- NDR2 – Von neun bis halb eins
- NDR2 – Am Vormittag
- NDR-Talkshow
- NDR-Quizshow

## Opere
- So. Und nicht anders. Mein aufregendes Leben, di Jens Meyer-Odewald, Verlag Die Hanse, Hamburg 2005, ISBN 3-434-52614-5.